# Municipio de Farina
El municipio de Farina (en inglés: Farina Township) es un municipio ubicado en el condado de Hettinger en el estado estadounidense de Dakota del Norte. En el año 2010 tenía una población de 18 habitantes y una densidad poblacional de 0,19 personas por km².

## Geografía
El municipio de Farina se encuentra ubicado en las coordenadas 46°24′56″N 102°30′38″O / 46.41556, -102.51056. Según la Oficina del Censo de los Estados Unidos, el municipio tiene una superficie total de 94.45 km², de la cual 93,95 km² corresponden a tierra firme y (0,53 %) 0,5 km² es agua.

## Demografía
Según el censo de 2010, había 18 personas residiendo en el municipio de Farina. La densidad de población era de 0,19 hab./km². De los 18 habitantes, el municipio de Farina estaba compuesto por el 100 % blancos. Del total de la población el 0 % eran hispanos o latinos de cualquier raza.